# Communauté de communes Canal-Lirou

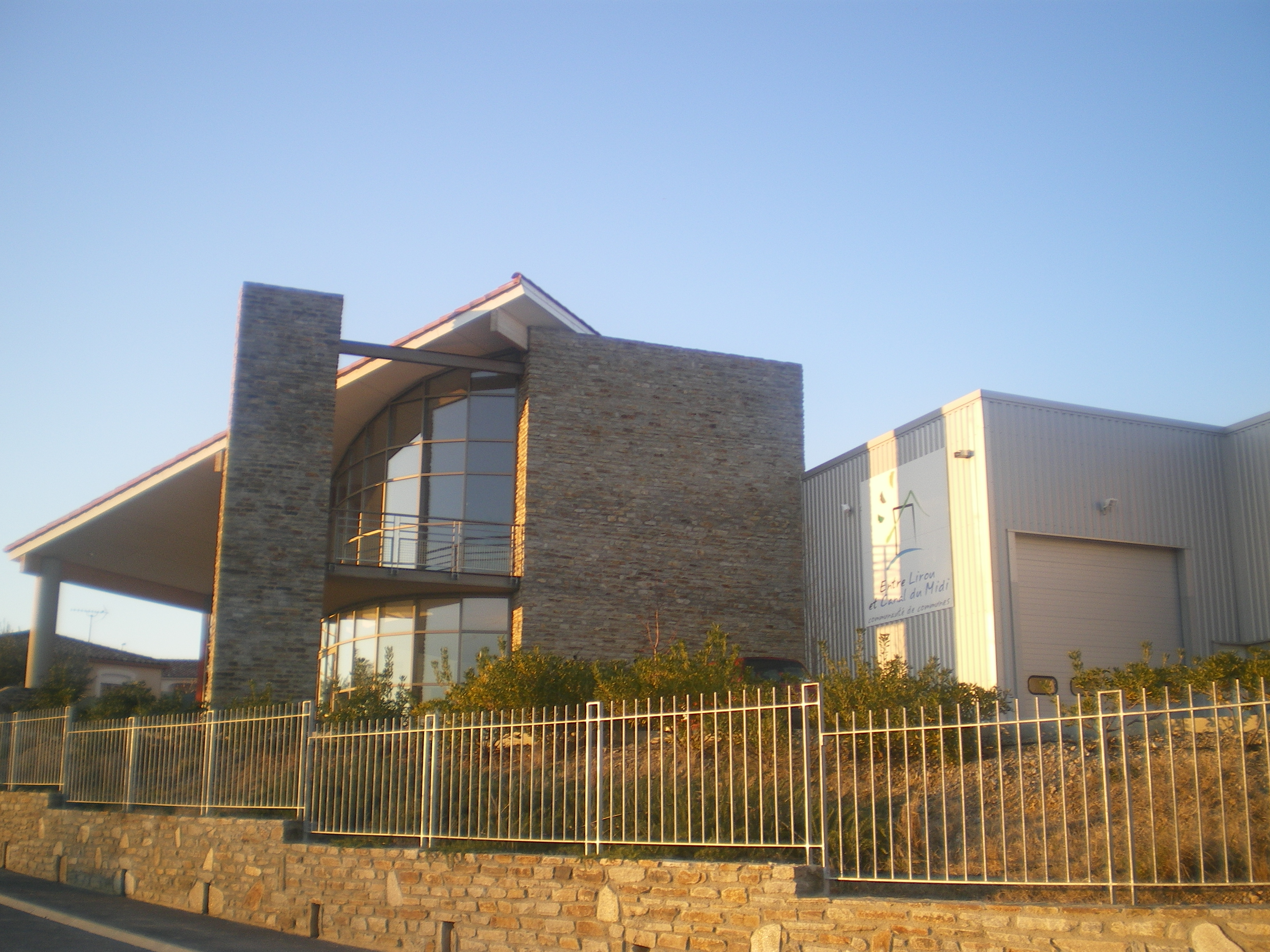
Siège de la communauté à Puisserguier

La Communauté de communes Canal-Lirou (anciennement nommée "Entre Lirou et Canal du Midi") est une ancienne communauté de communes située dans l'ouest du département de l'Hérault, dans le Biterrois.

## Histoire
Le 1er janvier 2014, par fusion, la Communauté de communes Canal-Lirou est devenue la Communauté de communes Canal-Lirou Saint-Chinianais.

## Communes
Elle regroupe 8 communes:
- Capestang
- Creissan
- Cruzy
- Montels
- Montouliers
- Poilhes
- Puisserguier
- Quarante

## Statuts et compétences
Préambule
La Communauté de communes CANAL - LIROU constitue, entre les huit communes membres, une communauté de destin avec des enjeux communs et des préoccupations identiques du point de vue du développement et de l'aménagement du territoire.
La Communauté de communes CANAL - LIROU s’est fixé des objectifs de coopération qui constituent le projet intercommunal au service des habitants des communes Capestang, Creissan, Cruzy, Montels, Montouliers, Poilhes, Puisserguier et Quarante:
- poursuivre le développement des services aux habitants et aux communes dans un souci d’équilibre et d’aménagement du territoire intercommunal.
- maîtriser la croissance résidentielle et l’accueil des nouveaux habitants dans une perspective d’amélioration du cadre de vie et de qualité des services
- favoriser l’emploi et le développement économique et touristique du territoire
- valoriser l’environnement et le patrimoine de qualité (cours d'eau, Canal du Midi, paysages viticoles…)
D’une manière générale, les critères d’appréciation de l’intérêt communautaire sont de trois ordres :
- un critère économique lorsque les investissements et le fonctionnement d’une action dépassent les capacités d’une seule commune
- un critère géographique lorsque le bien ou le service produit répond aux besoins de populations de plusieurs communes
- un critère d’impact lorsqu’un projet possède un impact supra communal
En conséquence, la Communauté de communes CANAL - LIROU défend les intérêts communs des communes membres et exerce les compétences suivantes.
Article 1 : COMPÉTENCES
COMPÉTENCES OBLIGATOIRES
Aménagement de l’espace communautaire : 
1.1 Élaboration de schémas de cohérence territoriale et de secteur (Compétence exercée en totalité par la communauté) :
- élaboration de schéma de cohérence territoriale qui déterminera les orientations sur la destination des sols, la nature et le tracé des grands équipements, les zones préférentielles d’extension et de rénovation, en cohérence avec les documents d’urbanisme mis en œuvre par les communes
- participation à toutes les études et au suivi concernant le SCOT du Biterrois et sa mise en œuvre
1.2 Études et aménagement rural à l’échelon communautaire (Intérêt communautaire) :
- Études et aménagement de la Maison Cantonnière de Capestang et équipement de plaisance du Port de Capestang sur le Canal du Midi
- Études et aménagement de circuits touristiques : circuits de randonnées pédestres et VTT
- Aménagement de locaux liés aux politiques communautaires
1.3 Zones d’aménagement concerté d’intérêt communautaire (Intérêt communautaire) :
Seules les ZAC ayant vocation à accueillir des activités strictement économiques sont d’intérêt communautaire, les ZAC existantes sont d’intérêt communal.
1.4 Création et gestion d’un système d’information géographique du territoire communautaire
Compétence exercée en totalité par la communauté :
Mise en place du dispositif de suivi du SIG communautaire
Développement économique : 
2.1 Aménagement, entretien et gestion de zones d’activités industrielles, commerciales, tertiaire, artisanales, portuaires ou touristiques d’intérêt communautaire (Intérêt communautaire):
- Gestion et extension de zones d’activités 
- Création de zones d’activités
- Gestion et exploitation des ports de Capestang et Poilhes sur le Canal du Midi
2.2 Actions immatérielles de développement économique et mise en place d’opérations d’aide au développement économique (études, conseils, animation) (Intérêt communautaire):
- Réflexions et études sur le maintien et l’implantation d’activités économiques sur le territoire communautaire
- Mise en place d’outils de promotion
- Actions en faveur des filières économiques en partenariat avec les organismes locaux
2.3 Politique de développement touristique (Intérêt communautaire):
- Animation et gestion de la Maison Cantonnière de Capestang comme lieu d’accueil et vitrine touristique du territoire communautaire en lien avec les organismes gérant des points d’information touristique dans les communes et au niveau du Pays Haut Languedoc et Vignobles
- Accompagnement du développement des produits touristiques et promotion de l’offre touristique
- Études sur des projets et des opérations d’aménagement en lien avec le Canal du Midi
- Office de tourisme intercommunal
COMPÉTENCES OPTIONNELLES
1. Politique du logement social d’intérêt communautaire et action, par des opérations d’intérêt communautaire, en faveur du logement des personnes défavorisées et cadre de vie :
Logement :
Intérêt communautaire:
- Les études, le suivi et l’animation des Opérations Programmées d’Amélioration de l’Habitat - O.P.A.H. – ou toute opération communautaire de réhabilitation de l’habitat ancien ciblée sur les personnes défavorisées et à vocation sociale
- Réalisation et aide à la réalisation de logements sociaux d’intérêt communautaire pour des publics spécifiques : personnes âgées, handicapées, personnes à faible revenu et en difficulté
Urbanisme et cadre de vie :
Compétences exercées en totalité par la communauté :
- Mise en place et gestion d’un service d’instruction des permis de construire et des certificats de conformité pour le compte des communes
- Mise en place et gestion d’un service de nettoiement communautaire
- Sauvegarde et mise en valeur du patrimoine lié à une valorisation touristique et aux compétences définies dans le cadre de la politique touristique communautaire, notamment en lien avec les circuits touristiques et le Canal du Midi
2. Protection et mise en valeur de l’environnement, le cas échéant dans le cadre de schémas départementaux et soutien aux actions de maîtrise de la demande d’énergie :
Compétence exercée en totalité par la communauté :
- Élimination et valorisation des déchets ménagers et assimilés
- Soutien aux actions de maîtrise de la demande d’énergie :
Intérêt communautaire :
- Études préliminaires portant sur la maîtrise de la demande d’énergie pour l’aménagement ou la construction de bâtiments ou équipements d’intérêt communautaire
Compétence exercée en totalité par la communauté :
- Aménagements paysagers : entretien des stades
COMPÉTENCES FACULTATIVES
1. Construction, entretien et fonctionnement d’équipements culturels et sportifs et Politique culturelle, sportive et de loisirs
Intérêt communautaire :
- Création d’équipements culturels, sportifs, socio-éducatifs et de loisirs lorsque la mise en commun des 8 communes permet des économies d’échelle importantes pour des équipements ayant un impact sur l’ensemble de la population communautaire
- acquisition de matériels communautaires mis à la disposition des communes pour des manifestations particulières
- soutien aux associations culturelles et sociales (formation, animation) en lien avec le milieu scolaire et favorisant l’articulation entre amateurs et professionnels
- La communauté de communes est compétente pour mettre en place une programmation culturelle annuelle. Cette programmation est définie par la commission culture et se caractérise par sa capacité à mobiliser des moyens et des partenariats qui dépassent la compétence d’une seule commune.
- études et diagnostic pour répondre à l’évolution des besoins de la population communautaire en matière culturelle, sportive et de loisirs.
2. Politique socio-éducative pour l’enfance et la jeunesse
Intérêt communautaire :
La communauté de communes est compétente pour créer et gérer toutes les structures et les dispositifs au profit de l’enfance et de la jeunesse (CLSH à Puisserguier, P.I.J à Capestang, Relais Assistantes Maternelles, hormis les CLAE qui restent de la compétence de chaque commune.
À ce titre, la communauté est signataire des contrats et des conventions dans ce domaine avec tous les partenaires susceptibles d’être mobilisés.
COMPÉTENCES SUPPLÉMENTAIRES
Service de l’éclairage public:
Gestion de l’énergie des compteurs du service de l’éclairage public, gestion courante et dépannage et entretien, rénovation et mise en conformité des points lumineux sur l’ensemble du territoire. Les opérations d’extension restent de la compétence du SIVOM d’Ensérune ou des communes qui n’adhèrent à aucun syndicat d’électrification rurale. Les maires des communes concernées continuent d’exercer seuls les pouvoirs de police qu’ils détiennent de par la loi, nonobstant ce transfert de compétence.
Article 2 : Le siège de la communauté de communes est transféré : 1 allée du Languedoc à Puisserguier.
Article 3 : La communauté de communes est constituée pour une durée illimitée.
Article 4 : La communauté de communes adopte le régime fiscal de la taxe professionnelle unique.
Article 5 : Les ressources de la communauté de communes sont constituées par : le produit de la fiscalité défini à l’article 4, le revenu des biens meubles et immeubles de son patrimoine, les sommes qu’elle perçoit des administrations publiques, associations ou particuliers en échange d’un service dans le cadre d’une convention, les subventions de l’État, du conseil régional, du conseil général, de l’union européenne ou tout autre aide publique, 
le produit des dons et legs, les produits des taxes, redevances et autres contributions correspondantes aux services assurés par la communauté, le produit des emprunts, les concours financiers de l’État. 
Article 6 : La communauté de communes est administrée par un conseil de communauté composé de délégués et de suppléants élus par les conseils municipaux des communes associées.
Le mode de représentation est le suivant :
2 délégués et 2 suppléants par commune de moins de 500 habitants ; 
3 délégués et 3 suppléants par commune dont la population est comprise entre 500 et 999 habitants ;
4 délégués et 4 suppléants par commune dont la population est comprise entre 1 000 et 2 000 habitants ;
5 délégués et 5 suppléants par commune de plus de 2 000 habitants. 
Soit :
5 délégués titulaires et 5 suppléants pour Capestang ; 5 délégués titulaires et 5 suppléants pour Puisserguier ; 4 délégués titulaires et 4 suppléants pour Creissan ; 4 délégués titulaires et 4 suppléants pour Quarante; 3 délégués titulaires et 3 suppléants pour Cruzy ; 2 délégués titulaires et 2 suppléants pour Poilhes ; 2 délégués titulaires et 2 suppléants pour Montouliers ; 2 délégués titulaires et 2 suppléants pour Montels.
Article 7 : La composition du bureau de la communauté des communes est établie comme suit :
1 président, 3 vice-présidents, 4 membres. Le bureau devra représenter l’ensemble des communes adhérentes.
Article 8 : En ce qui concerne le personnel nécessaire à l’exercice des compétences transférées par les communes à la communauté, les conditions définies de leur affectation seront fixées par délibérations concordantes des conseils municipaux, à la majorité qualifiée, et du conseil de communauté, après avis des commissions administratives paritaires concernées.
Article 9 : Les fonctions de comptable public seront assurées par le comptable du Trésor Public de Capestang.

## Les élus de la Communauté

### Composition du Bureau
- Président : Jean-Noël Badenas (Puisserguier)
- Vice-Président (Tourisme, culture, patrimoine) : Patrick Béziat (Capestang)
- Vice-Président (Environnement) : Eric Tomas (Quarante)
- Vice-Présidente (Enfance et Jeunesse) : Françoise Berthomieu (Creissan)
- Quatre membres de droit :  André Frances (Montels), Gérard Gleizes (Montouliers), Hedwige Sola (Cruzy) et Michel Viguier (Poilhes).

### Le Conseil de Communauté
Le Conseil de Communauté est composé de 27 élus, mandatés par les communes où ils siègent au Conseil municipal. Chaque élu a son propre suppléant. Le mandat d'un élu du Conseil intercommunal peut être annulé sur décision de son Conseil municipal. 
Capestang (5 élus et 5 suppléants) :
Elus : Claude Guzovitch (maire), Patrick Beziat, Régine Fibra, Eric Granier, Monique Fité ; suppléants : Véronique Lopez, Michel Gary, Yannick Gerard, Clarisse Gontié, Michèle Huc.
Puisserguier (5 élus et 5 suppléants) :
Elus : Jean-Noël Badenas (maire), Gilbert Le Petitcorps, Hervé Obiols, Jean-Paul Sirat, Annie Martin ; suppléants : Luc Mothe, Jean-Claude Lechat, Monique Colombié, Monique Missongé, Louis Anguera.
Quarante (4 élus et 4 suppléants) :
Elus : Gilbert Rivayrand (maire), Eric Tomas, Laurette Pech, Jean-Michel Reixach ; suppléants : Serge Ortiz, Christian Blasco, Danielle Verschaeve, Elisabeth Dauzat.
Creissan (4 élus et 4 suppléants) :
Elus : Bruno Barthes (maire), Françoise Berthomieu, Michel Delmar, Annie Josefiak ; suppléants : Joséphine Légier, Francis Théron, Bernard Hérail, Guy Salse.
Cruzy (3 élus et 3 suppléants) :
Elus : Hedwige Sola (maire), Roger Serrado, Christian Bitter ; suppléants : Martine Llopis, Olivier Azam, Michel Guiraud.
Poilhes (2 élus et 2 suppléants) :
Elus : Michel Viguier (maire), Nicolas Gomes ; suppléants : Jacques Séguier, Michel Boyer. 
Montouliers (2 élus et 2 suppléants) :
Elus : Gérard Gleizes (maire), Jacques Augustin ; suppléants : Sophie Jerez, Noémie Pastor.
Montels (2 élus et 2 suppléants) :
Elus : André Frances (maire), Guy Villa ; suppléants : Jacqueline Caumette, Josiane Blanc.

## Voir aussi

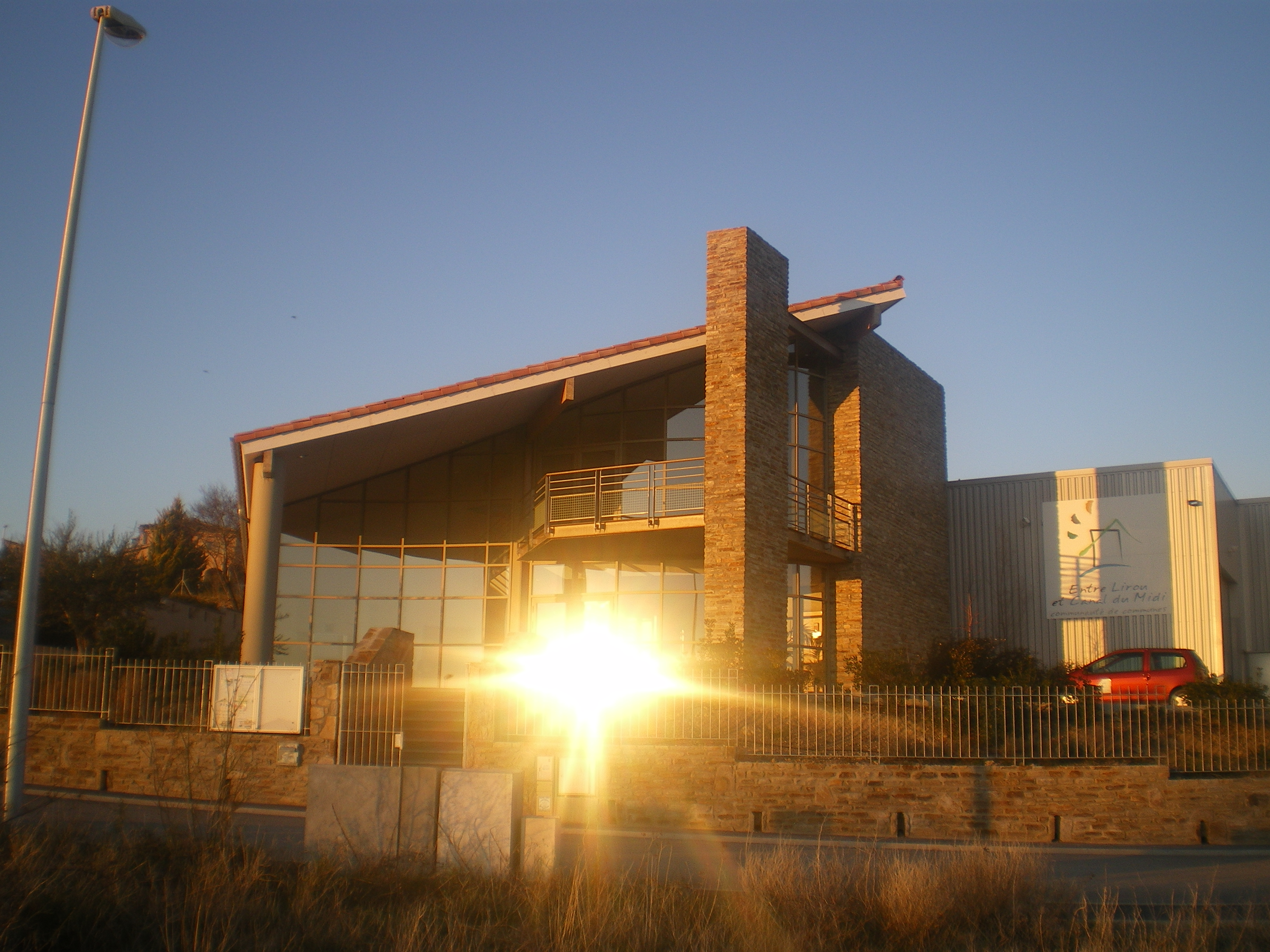
Siège de la communauté à Puisserguier